# Carles Sans
Carles Sans López, född 25 maj 1975 i Barcelona, är en spansk vattenpolospelare. Han ingick i Spaniens landslag vid olympiska sommarspelen 1996. Carles Sans gjorde tre mål i den olympiska vattenpoloturneringen i Atlanta som Spanien vann.
Carles Sans tog VM-guld för Spanien i samband med världsmästerskapen i simsport 1998 i Perth och 2001 i Fukuoka.